# جنگ‌سر (سلماس)
جنگ‌سر، روستایی است از توابع بخش کوهسار و در شهرستان سلماس استان آذربایجان غربی ایران.

## جمعیت
این روستا در دهستان چهریق قرار داشته و بر اساس سرشماری سال ۱۳۸۵ جمعیت آن ۲۳۹نفر (۴۵ خانوار) 
بوده است.